# Anochetus brevis
Anochetus brevis är en myrart som beskrevs av Brown 1978. Anochetus brevis ingår i släktet Anochetus och familjen myror. Inga underarter finns listade i Catalogue of Life.